# سوفسطائی (افلاطون)
سوفسطائی (به یونانی: Σοφιστής؛ به لاتین: Sophista) گفتگویی افلاطونی است. این مکالکه به احتمال زیاد در ۳۶۰ قبل از میلاد نوشته شده‌است. موضوع اصلی آن تفاوت‌های سوفسطائی با فیلسوف و دولتمرد است. از آنجا که به نظر می‌رسد هر یک از آن‌ها با گونه خاصی از دانش قابل تشخیص هستند، در گفتگو برخی از خطوط تحقیق که در گفتگوی معرفت‌شناسی ته‌تتوس که گفته می‌شود روز قبل اتفاق افتاده‌است دنبال می‌شود، ادامه می‌یابد.